# Scott Gordon
Scott M. Gordon (* 6. Februar 1963 in Brockton, Massachusetts) ist ein ehemaliger US-amerikanischer Eishockeytorwart und derzeitiger -trainer. Im Laufe seiner aktiven Karriere bestritt er 23 Partien für die Nordiques de Québec in der National Hockey League (NHL), kam jedoch hauptsächlich in Minor Leagues zum Einsatz. Mit der Nationalmannschaft der USA nahm er an den Olympischen Winterspielen 1992 teil. Als Cheftrainer betreute er in der NHL bereits die New York Islanders (2008–2010) sowie interimsweise die Philadelphia Flyers (2018–2019). Zuletzt war er von August 2022 bis Juli 2024 in der Funktion des Assistenztrainers bei den San Jose Sharks tätig.

## Karriere
Nachdem Gordon drei Jahre lang für das Boston College Eishockey gespielt hatte, begann er seine professionelle Karriere 1986 in der American Hockey League (AHL), wo er bis 1989 für diverse Farmteams der Nordiques de Québec spielte, die ihn ungedraftet unter Vertrag genommen hatten. Zwischen 1989 und 1991 absolvierte er 23 Partien in der National Hockey League (NHL) für die Nordiques. Dort konnte er sich allerdings nicht gegen die Konkurrenz durchsetzen. Anschließend ging er wieder zurück in die AHL, in der er es bis zu seinem Karriereende im Sommer 1994 auf insgesamt 150 Spiele brachte.
Vor der Saison 1991/92 ließ sich der Torwart vom US-amerikanischen Eishockeyverband USA Hockey verpflichten, nachdem er zuvor an der Weltmeisterschaft 1991 teilgenommen hatte. Im Jahr 1992 nahm er mit der US-amerikanischen Nationalmannschaft an den Olympischen Winterspielen im französischen Albertville teil, kam dort allerdings hinter Ray LeBlanc nur zu einem 17-minütigen Kurzeinsatz.
In der Folge seines Karriereendes begann Gordon bei seiner letzten Station als Aktiver, den Atlanta Knights aus der International Hockey League (IHL) ab 1994 als Assistenztrainer zu arbeiten. Er füllte diese Position zwei Spielzeiten lang aus und wechselte zur Saison 1996/97 in gleicher Position für ein Jahr zum Ligakonkurrenten Rafales de Québec. Vor der Saison 1998/99 erhielt Gordon seine erste Anstellung als Cheftrainer bei den Roanoke Express aus der East Coast Hockey League (ECHL). Mit Beginn der Spielzeit 2000/01 trainierte er für ein Jahr die Providence Bruins in der AHL, ehe er fortan als Assistenztrainer fungierte und im Verlauf der Saison 2002/03 bis zum Sommer 2008 wieder als Cheftrainer der Bruins arbeitete.
Nachdem er nach der Saison 2007/08 mit dem Louis A. R. Pieri Memorial Award für den besten Trainer des Jahres ausgezeichnet wurde, verpflichteten ihn im August 2008 die New York Islanders aus der NHL. Da der Start in die Saison 2010/11 sportlich unbefriedigend verlief und die Isles zehn Spiele in Folge ohne Sieg blieben, wurde er am 15. November 2010 entlassen. Jack Capuano wurde sein Nachfolger bei den Islanders. Bei den Weltmeisterschaften 2010, 2011 und 2012 stand Gordon als Cheftrainer der Vereinigten Staaten hinter der Bande. Des Weiteren stand er auf internationaler Bühne bei der Weltmeisterschaft 2009, den Olympischen Winterspielen 2010 in Vancouver und dem World Cup of Hockey 2016 als Assistenztrainer hinter der Bande.
Im Juni 2011 wurde der US-Amerikaner von den Toronto Maple Leafs gemeinsam mit Greg Cronin als Assistenztrainer verpflichtet und ersetzte das Duo Keith Acton und Tim Hunter. Nach der Saison 2013/14 wurde er entlassen und pausierte zunächst für eine Saison. Ab Juli 2015 war er als Cheftrainer der Lehigh Valley Phantoms aus der AHL aktiv und wurde so zum Nachfolger von Terry Murray. Im Dezember 2018 wurde Gordon nach der Entlassung von Dave Hakstol interimsweise zum Cheftrainer der Philadelphia Flyers befördert, dem NHL-Kooperationspartner der Lehigh Valley Phantoms. Die Flyers betreute er bis zum Saisonende, ehe Alain Vigneault als sein Nachfolger vorgestellt wurde. Anschließend kehrte er für zwei weitere Jahre zu den Lehigh Valley Phantoms zurück, bevor sich die Organisation der Flyers und er nach der Spielzeit 2020/21 endgültig trennten. Ab August 2022 arbeitete er anschließend in der Funktion des Assistenztrainers bei den San Jose Sharks in der NHL, eine Position, die er bis zum Ende der Saison 2023/24 innehatte.

## Erfolge und Auszeichnungen
- 1986 Hockey East First All-Star Team
- 1989 ECHL First All-Star Team
- 2008 Louis A. R. Pieri Memorial Award

## Karrierestatistik

### International
Vertrat die USA bei:
- Weltmeisterschaft 1991
- Olympischen Winterspielen 1992

(Legende zur Torhüterstatistik: GP oder Sp = Spiele insgesamt; W oder S = Siege; L oder N = Niederlagen; T oder U oder OT = Unentschieden oder Overtime- bzw. Shootout-Niederlage; Min. = Minuten; SOG oder SaT = Schüsse aufs Tor; GA oder GT = Gegentore; SO = Shutouts; GAA oder GTS = Gegentorschnitt; Sv% oder SVS% = Fangquote; EN = Empty Net Goal; 1 Play-downs/Relegation; Kursiv: Statistik nicht vollständig)

### NHL-Trainerstatistik
(Legende zur Trainerstatistik: Sp oder GC = Spiele insgesamt; W oder S = erzielte Siege; L oder N = erzielte Niederlagen; T oder U = erzielte Unentschieden; OTL oder OTN = erzielte Niederlagen nach Overtime oder Shootout; Pts oder Pkt = erzielte Punkte; Pts% oder Pkt% = Punktquote; Win% = Siegquote; Resultat = erreichte Runde in den Play-offs)